# Leucania atrimacula
Leucania atrimacula là một loài bướm đêm trong họ Noctuidae.